# 任盈盈
任盈盈，金庸武侠小说《笑傲江湖》女主角，于第十三回“学琴”登场。日月神教教主任我行独女，东方不败夺权后尊为“圣姑”。
盈盈是个复杂的女子。她乖戾狠辣卻又靦腆溫婉。傾心痴戀令狐沖，卻始終端莊守禮，不忘孝道，不負情義，自传琴而致知音，由知己终成伴侣。极擅音律，能一人琴箫分奏艰深奥秘的《笑傲江湖》曲。金庸评她为最理想妻子。
令狐冲、任我行、向问天等人与日月神教教主东方不败生死搏斗处于下风，任盈盈机智袭击杨莲亭，从而扭转战局。助任我行夺得教主之位。

## 生平
任盈盈為日月神教教主任我行之獨生女，7歲時父亲被東方不敗秘密囚禁於西湖底，由東方不敗養大，在杨莲亭得势前地位仅次于东方不败，掌握教眾生殺大權，江湖中邪教人士尊稱為「聖姑」，正教人士称她妖女。武功了得，曾力戰少林高僧方生大師。善抚琴吹箫，行走江湖时不以真面目示人，看到她面目的人往往自毁双目以自保。
令狐冲从未忘情于他的小师妹岳灵珊，但这并不表明他对盈盈的感情是被迫勉强。当他还不知道任盈盈的真实身份时对于那个隔在竹帘后的“婆婆”就有了相当的知遇的亲切；从一开始见识盈盈的真实面目时，岳灵珊已在跟林平之发展，令狐冲情场失意，他就开始对盈盈的美丽情不自禁欣赏，也对她有了感觉，也有着敢在她面前“言语不规矩”的亲密感觉而不是像对岳灵珊那样“小师妹不喜欢我油嘴滑舌”的愧疚；而当他和她共同经历了重重风浪後感情更一日千里。被困在华山漆黑的山洞里时，他已经是自然地想到“天幸是和盈盈死在一起”而不是“我终于可以去地下追寻我的小师妹”了。
後經歷少林寺脫困，並與日月神教光明左使向問天、令狐冲一起上黑木崖擊殺東方不敗以助父親重奪教主之位。由於東方不敗武藝高強，令狐冲、任我行和向問天等人聯手不但仍無法取勝，而且漸漸處於下風，於是任盈盈轉而刺殺東方不敗的情人楊蓮亭，使東方不敗分心，最後露出破綻，被令狐冲、任我行和向問天三人擊中要害。任我行重掌日月神教後，欲將任盈盈嫁給令狐冲，並提拔他當副教主；令狐冲不願並離開黑木崖，再次和任盈盈分離，直到五嶽劍派於嵩山舉行併派大會時才又相會。
令狐冲直到岳靈珊死時，依然對昔日痴情念念不忘，但兩人的感情也越來越深。而後在經歷了思過崖洞穴之變後，兩人被岳不羣所擄獲，危急時得儀琳相救。不過父親任我行大陣仗登上華山，欲消滅五嶽劍派，再次邀約令狐冲入教，令狐冲拒絕，任我行一怒下宣布一個月後將消滅恆山派門下，兩人遂再度分離。一個月後，兩人意外碰面，原來任我行在令狐冲離開後意外暴斃，盈盈接掌了日月神教教主之位，與令狐冲和平解決此事，亦順便互贈文定之禮。
任盈盈在服喪三年後教主之位傳給向問天，與令狐冲成婚。新婚四個月後，在華山路上跟令狐冲說：「想不到我任盈盈竟跟你這隻大馬猴扣在一起， 再也不分开了。」自此封劍隱居，與令狐冲笑傲江湖。

## 性格
任盈盈雖然貴為日月神教聖姑，地位先後僅次於兩位教主任我行、東方不敗，從小被奉若公主、天仙一般，教眾對她敬若神明。她受盡眾人阿諛、寵溺，又看遍了黑木崖上種種卑鄙、骯髒、無情、寡廉之事，但其為人卻是出淤泥而不染，毫不沉溺於名利、諛詞之中。寬宏大度、淡泊名利，有著大小姐尊貴的氣質，但無大小姐嬌貴蠻橫的脾氣。任盈盈對政治權力並不熱衷，頗具有隱士性格，寧可隱居洛陽綠竹巷，也不要神教中的阿諛諂媚。金庸在笑傲後記有中寫道：「令狐冲是天生的隱士，對權力沒有興趣。盈盈也是隱士，她對江湖豪士有生殺大權，卻寧可在洛陽隱居陋巷，琴簫自娛。她生命中只重視個人的自由，個性的舒展。唯一重要的只是愛情。」
日月神教上下都與她交好，神教手下的江湖群豪見了盈盈無不大聲歡呼「聖姑！聖姑！」一齊躬身行禮。對盈盈又是敬畏、又是感佩。得到那麽多尊崇，據她自己說是這樣的：「每次都是我去（向東方不敗）求情，討得（三屍腦神丹的）解藥給了他們……他們來向我磕頭求告，我可硬不了心腸，置之不理。」
在黑木崖奪權時，愛人與父親的性命岌岌可危之時，能夠另謀良策，不貿然加入戰局，轉而攻擊楊蓮亭；思過崖山洞中一片混亂，只有盈盈想到要躍往高處，脫離險境；足見其冷靜機智。
機巧體貼地幫助令狐冲度過許多難關。例如率眾前往恆山協助令狐冲化解嵩山派的陰謀，使他得以順利接任恆山派掌門；同時為了免去令狐冲統領恆山派眾尼姑的尷尬，便預先命左道人士組成後來的恆山別院；在五嶽併派大會上，指使桃谷六仙妙語連篇做牽制；類似此溫存細心的場面時有所見。
每當令狐冲話中稍帶不正經，任盈盈便滿臉紅暈，伸手便打。任盈盈也頗好面子，因為自己戀上令狐冲，鬧的武林皆知，她更是又羞又惱。
任盈盈願意不計利害付出真愛。當她愛上令狐冲時，正是令狐冲人生最失意、最落魄潦倒的時候，盈盈卻深深為令狐冲苦戀岳靈珊的真情所動。為了這份不知能否得到回報的愛，她還是甘願為令狐冲捨身少林，在為他做了那麼多事之後，令狐冲仍心繫岳靈珊，她卻什麼也不說，只是耐心的一直等候下去，無悔的付出。

## 武功
書中雖然未對盈盈的武功作詳細介紹，但是至少知道盈盈的兵器為一對長短雙劍。而且盈盈曾與少林方生大師與其師侄過招，當時還殺死了四名少林弟子，並且與方生纏鬥，故可知盈盈的武功也不容小覷。
他在恆山懸空室中跟賈布打得難分難解，賈布是神教中的一位長老，武功不會多差，可見任盈盈的武功也不錯。
在嵩山併派儀式上，盈盈曾以內力使傳音入耳術傳至桃谷六仙耳中，藉六仙之嘴搗亂左冷禪的併派計畫，故可得知盈盈的內力也有一定程度的。

## 影视形象

### 电视剧
- 1984 陈秀珠 香港无线电视剧《笑傲江湖 (1984年電視劇)》
- 1985 刘雪华  台湾台视电视剧《笑傲江湖 (1985年電視劇)》
- 1996 梁珮玲 香港无线电视剧《笑傲江湖 (1996年電視劇)》
- 2000 袁咏仪 台湾中视电视剧《笑傲江湖 (2000年臺灣電視劇)》
- 2000 范文芳 新加坡电视剧《笑傲江湖 (2000年新加坡電視劇)》
- 2001 许晴 中國电视剧《笑傲江湖 (2001年電視劇)》
- 2013 袁姗姗、蒋依依（童年） 中國电视剧《笑傲江湖 (2013年電視劇)》
- 2018 薛昊婧 光线传媒中國电视剧《笑傲江湖 (2018年電視劇)》

### 电影
- 1978 施思  香港邵氏电影《笑傲江湖 (1978年電影)》
- 1990 张敏  香港电影《笑傲江湖 (1990年電影)》
- 1992 关之琳  香港电影《笑傲江湖II東方不敗》
- 2025 宣璐 中國內地電影《笑傲江湖(2025年電影)》